# Jan Malypetr
Jan Malypetr (21. prosince 1873, Klobuky – 27. září 1947, Slaný) byl český pravicový politik, v letech 1932–1935 předseda československé vlády. Byl členem Republikánské strany československého venkova (známější pod jménem „agrárníci“).

## Původ a kariéra
Jan Malypetr pocházel ze statkářské rodiny, jeho strýcem byl Jan Malýpetr. Vystudoval nejprve gymnázium, později vyšší hospodářskou školu v Kadani. Po ukončení studií pracoval na rodinném statku.
V roce 1899 vstoupil Malypetr do agrární strany, kde se stal v roce 1906 členem výkonného výboru. Od roku 1911 působil jako starosta v rodných Klobukách, od roku 1914 potom jako okresní starosta ve Slaném.
Při osamostatnění Československa v roce 1918 se Jan Malypetr stal členem prvního „najmenovaného“ Národního shromáždění, o dva roky později svůj poslanecký mandát obhájil i v řádných volbách. Poslancem zůstal po celou dobu trvání samostatného Československa, tj. až do roku 1939.
Jeho vnukem byl český spisovatel a politický vězeň 50. let Jiří Stránský.

## Činnost ve vládě
Jan Malypetr vstoupil poprvé do vlády v letech 1922–1925, kdy zastával funkci ministra vnitra. V první vládě Antonína Švehly vystřídal dr. Jana Černého z vlády Benešovy.V roce 1932 ho prezident Masaryk poprvé jmenoval předsedou vlády. V této funkci setrval Malypetr do roku 1935, sestavil postupně tři vlády.
Vláda měla v tomto období odhlasovány rozšířené pravomoci, a byla tak schopna přijímat řadu opatření velice rychle a bez nutnosti souhlasu parlamentu. Přes razantní postup Malypetrovy vlády v roce 1933 nepřekonalo Československo v porovnání například se západní Evropou následky globální hospodářské krize. K tomuto účelu neváhal Malypetr použít mimořádných prostředků – vláda se pokoušela krizi řešit státními půjčkami (subvence), organizovala sociální podpůrné akce pro dělnictvo (podpora v nezaměstnanosti, vztahovala se na odborově organizované dělníky, podporu vyplácely odbory, ale ty dostávaly příspěvky od státu). Pro neorganizované dělníky stát organizoval stravovací akce (dostávali poukázky na jídlo, tzv. „žebračenky“). Přes všechny snahy Československo následky krize zejména v oblasti průmyslu do začátku války nepřekonalo. Zejména na východě Slovenska dusily zemědělce exekuce. 
Docházelo za jeho vlády také k omezování demokracie, rozvíjela se cenzura a neklid panoval na Slovensku (první snahy o autonomii) i v českém pohraničí (Němci).

## Liga proti bolševismu
V roce 1939 po německé okupaci se Jan Malypetr stáhl z politiky, jako pravicový a (z pohledu nacistických okupantů) relativně bezproblémový politik však v době protektorátu nijak nestrádal.
V reakci na československo-sovětskou spojeneckou smlouvu podepsanou v roce 1943 v Moskvě Edvardem Benešem spoluzaložil Malypetr v roce 1944 Ligu proti bolševismu. Tento akt byl po osvobození v roce 1945 chápán jako kolaborace s nacisty a Jan Malypetr je spolu s ostatními členy předsednictva Ligy postaven před soud. Vina mu ale nebyla prokázána a byl postupně zproštěn všech obvinění.

## Galerie

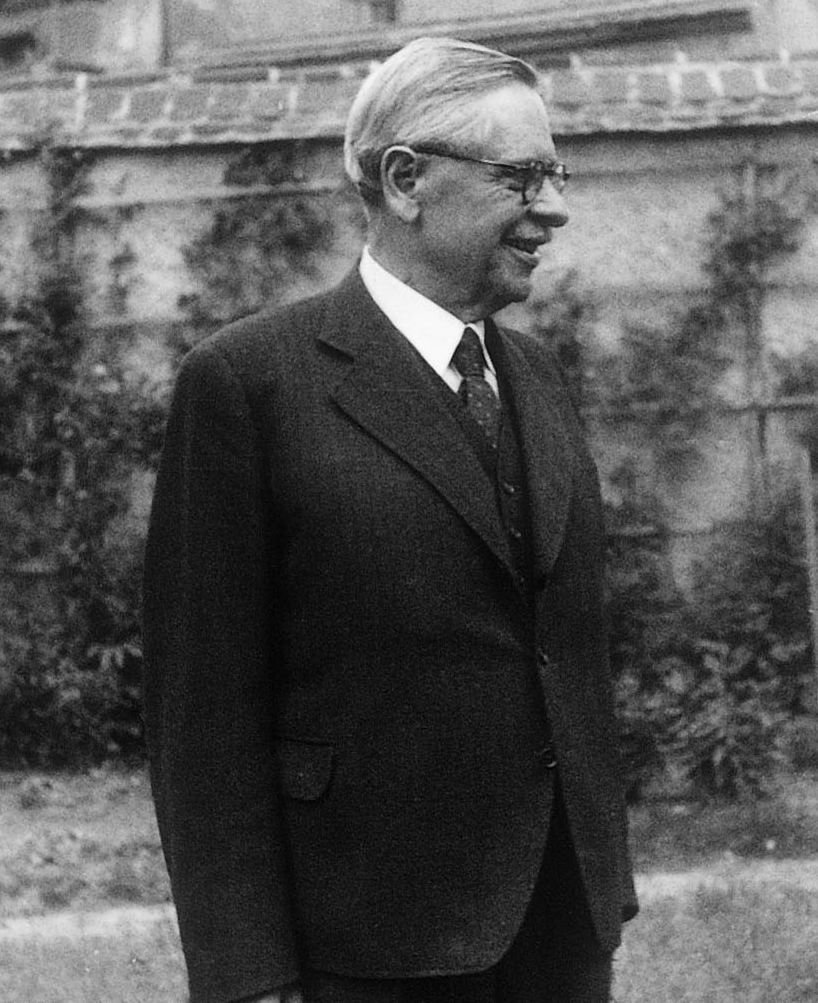
Jan Malypetr po roce 1945 ve Zlonicích
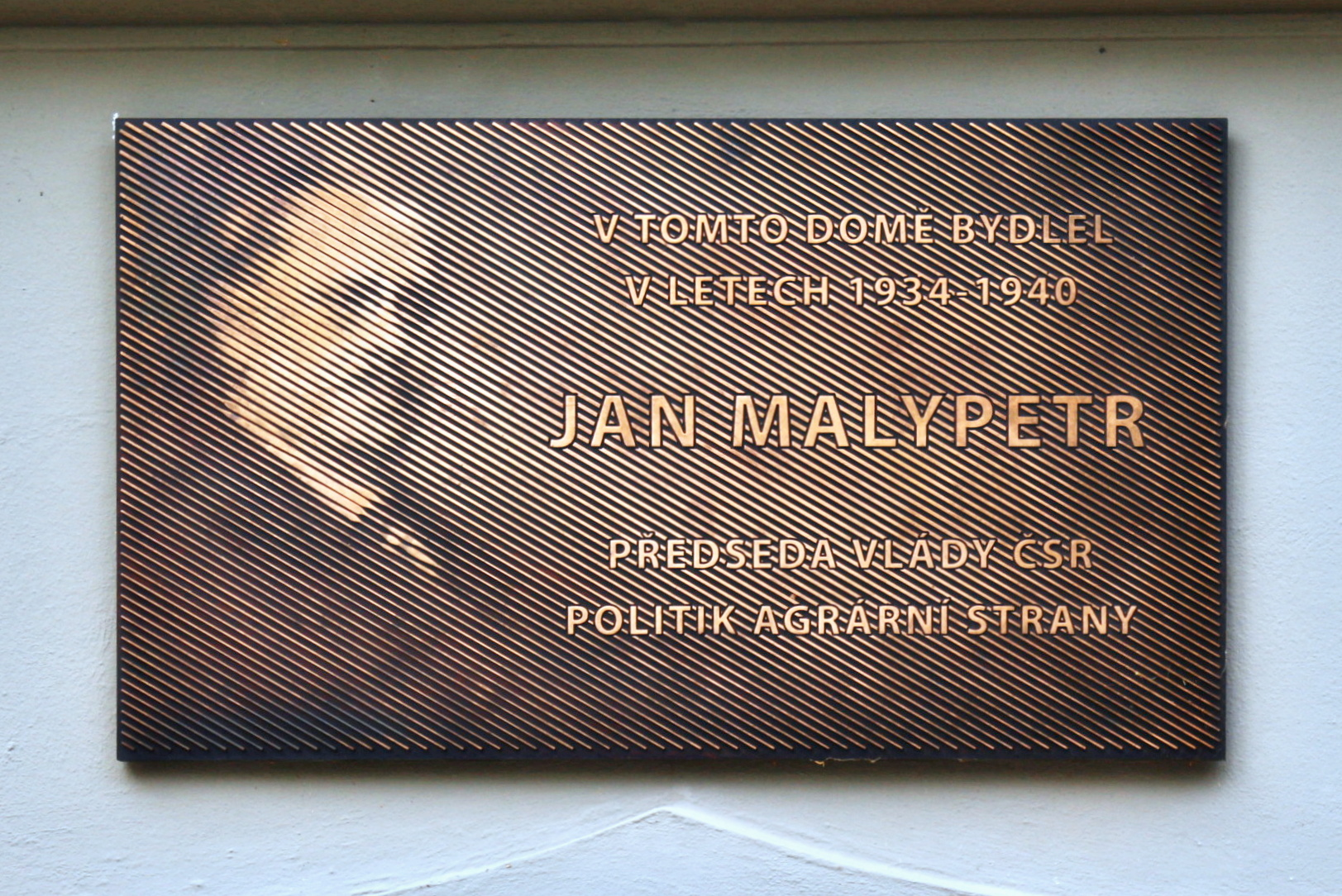
Pamětní deska na domě Na baště svatého Jiří 5 v Praze 6
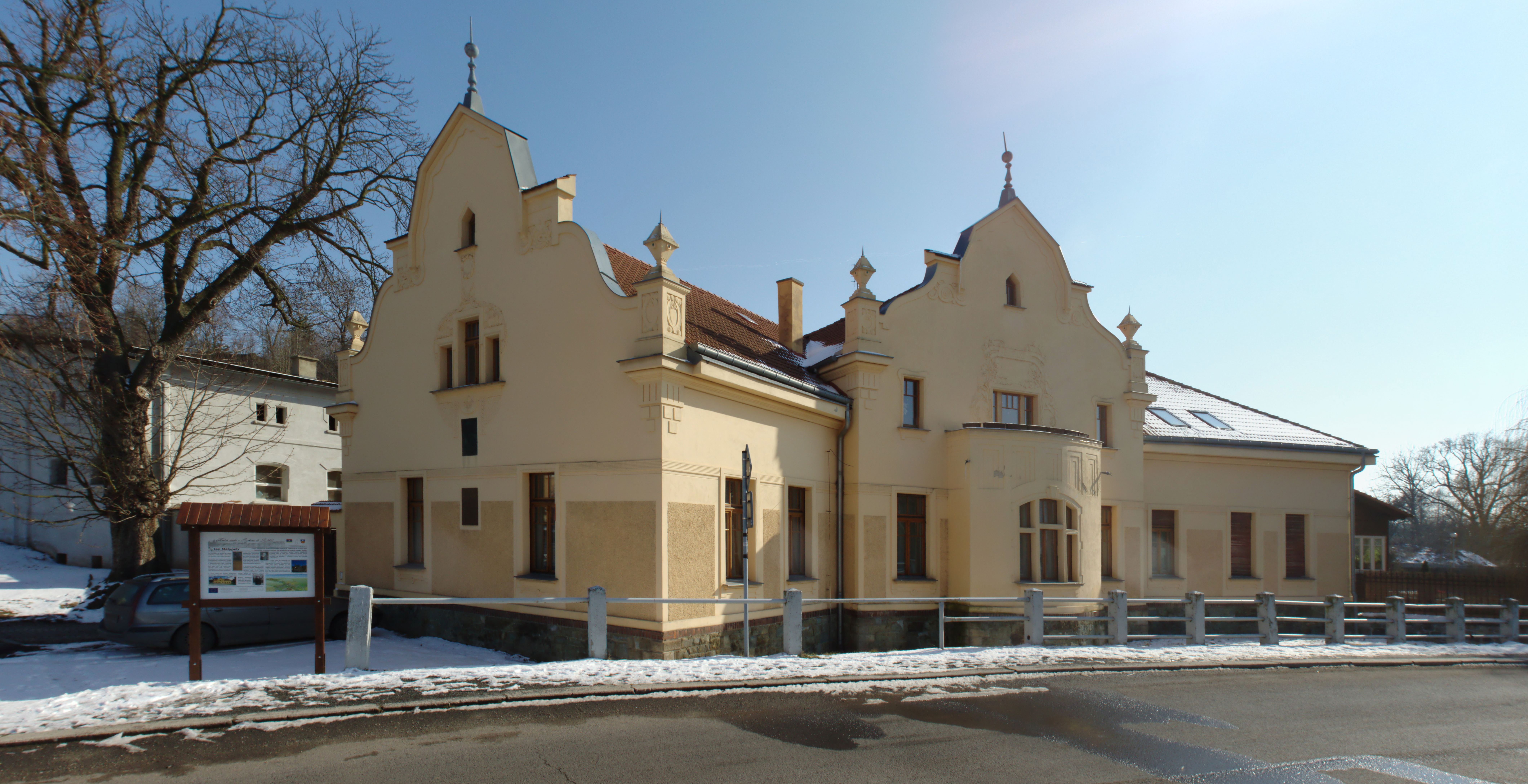
Dům Jana Malypetra v Klobukách